# ハワードX
ハワードX（ハワードエックス、英語: Howard X、1970年代後半？ - ）は、香港生まれのオーストラリア人の実業家、音楽家、ものまねタレント。現在は主に朝鮮民主主義人民共和国（北朝鮮）の最高指導者金正恩のそっくりさんとして活動しており、香港に拠点を置きつつ国際的イベントが開催される場所を中心に世界各地を訪れ、タレント活動を行っている。本名、ハワード・リー (Howard Lee)。

## 人物
香港生まれ、オーストラリアのメルボルン育ち。本名や生年月日、居住地などは一切公表していないが、2018年現在で40代前半と推測されている。ミュージシャンを生業としてきたが、北朝鮮最高指導者だった金正日が後継者として三男の正恩をお披露目した際、自分と似ていることに気がついたという。2013年のエイプリルフールの際に金正恩のモノマネをしたのが始まりで、Facebookに投稿された写真をきっかけにイスラエルのハンバーガーチェーンのテレビコマーシャルに起用され、金正恩のそっくりさんとしての活動を本格化させた。
以降、金正恩の格好をして世界各地を訪れているが、これは趣味ではなく、あくまでもショービジネスである。呼ぶには1時間あたり3,500ドルを要するほか、飛行機代や宿泊代、諸手当も請求している。町中での写真撮影には1,000円程度の料金を請求することもあるが、これには人だかりができて混乱するのを防ぐ目的もあり、そうした懸念がない場面では無料で応じることもある。2018年のシンガポールにおける米朝首脳会談に合わせて現地を来訪した際にデニス・アラン（ドナルド・トランプのそっくりさん、後述）と実施したセルフィー撮影は1回15シンガポールドル（約1,230円）という料金設定で約200人が列に並び、またTシャツ付きで並ばず撮影可能なレーンは40シンガポールドル（約3,280円）と高めの設定だが、やはり長蛇の列ができている。
金正恩に似せるため、常に太っている必要がある。このため運動をせず、質の高いステーキを大量に食べるといった方法で体型を維持し、24時間体制で金正恩になりすまし続けているとしている。モノマネを開始した当初は120ドルかけてヘアメイクをしてもらっていたが、現在では自身で行っている。家族からは金正恩のモノマネという仕事をすることによって殺されないかを心配されており、母親はハワードのために生命保険に加入している。なお飲酒は苦手だという。
通常は自身の興行や映画、広告への出演で生計を立てているが、その他にもアジアを拠点とする、他のモノマネ芸人らの代理人も務めている。モノマネ活動の他にはサンバ教室の運営やドラマーも活動しており、また台湾のグラミー賞といわれる金曲奨のベストプロデューサーにノミネートされた経験も持つ。
2022年には出身地オーストラリアのビクトリア州議会選挙にモルグレイブ選挙区から下院議員として無所属で立候補し、選挙中はオーストラリア労働党ビクトリア支部党首で州首相のダニエル・アンドルーズを独裁者と呼び戦いを挑んだが、11月26日の投開票では14人中13位（96票、得票率0.31％）に終わった。

### 思想
ハワードは自身の顔が金正恩に似ていることによって恩恵を受けていると認識しており、また金正恩は他国の指導者と違い終身の指導者であることから、彼のモノマネ家業は長く続けられる、儲かる仕事だとも述べている。
一方で、北朝鮮における独裁体制は支持しておらず、金正恩のことを巨大な強制労働キャンプのボスのような存在だと表現している。自身のモノマネ活動は風刺であり、これを通じて一般の人々が政治について議論するように促すことが目的だとも述べている。北朝鮮に行ってみたいかとの質問に対しては、生きて帰れないだろうとの理由から絶対に行きたくないと述べている。
北朝鮮から逃れてきた難民を送り返している中国に対しても批判的な立場であり、本国に帰れば処刑されることがわかっている脱北者を送還する行為は悪行であり、これに手を貸す中国政府は無責任であると断じている。

### 交友関係
自らの風刺モノマネはオーストラリアの風刺コメディグループザ・チェイサーの創設者の一人であるジュリアン・モローの影響を多大に受けていると証言している。
アメリカ合衆国のドナルド・トランプ第45代大統領のそっくりさんとして活動するデニス・アラン(Dennis Alan)とは2017年より共に活動しており、アランもまたミュージシャンのため、Tyrants（暴君たち）というバンドを組んでいる。やはりトランプ大統領のそっくりさんとして知られるラッセル・ホワイトとコンビを組むこともある。またロシア連邦のウラジーミル・プーチン第4代大統領のそっくりさんとして活動するスティーブ・ポーランド(Steve Poland)は『同志』であるとしており、2022年のロシアによるウクライナ侵攻の際にポーランドがロシアを非難したコメントを自らのSNSでも共有し紹介している。

## 主な活動
| 時期          | 国名、都市名       | 備考 |
| ------------- | ------------------ | --- |
| 2017年4月上旬 | 香港               | ショッピング街にトランプに扮したアラン、バラク・オバマ第44代米大統領のそっくりさんレジー・ブラウンとともに登場。写真撮影する人が集まり、交通渋滞が発生した。 |
| 2018年2月上旬 | 韓国、江原道平昌郡 | 2月9日の平昌オリンピックの開会式ではアランとともに会場に姿を現し、選手に手を振るため資格なしにオリンピックスタジアムの報道関係者席に入り込んだところ警備員に取り押さえられたが、一般用のチケットは所持していたため席に案内された。2月14日には韓国と北朝鮮のアイスホッケー女子合同チームが日本と対戦する1次リーグ予選試合に姿を現した。ハワードによれば、北朝鮮側の応援団に向かって手をふるなどパフォーマンスをしたところ警備員3人が近づいてきて腕を捕まれ、統一旗を振ったところ蹴られ、言い争いになったと主張している。 女性で構成された北朝鮮応援団と目があった際、彼女たちは複雑な表情を見せた一方、一部の女性は笑顔を見せていたという。 |
| 2018年6月下旬 | ロシア             | 2018年ロシアW杯が開催されるのに合わせロシア入り。プーチンに扮したポーランドと面会している。 |
| 2018年6月中旬 | シンガポール       | 2018年米朝首脳会談に開催されるのに合わせシンガポールのホテルより仕事の依頼を受け現地に到着したが、シンガポール・チャンギ国際空港で身柄を拘束。入国管理局にて2時間拘束され、政治的見解や他国での抗議行動に関与したか否かを聴取された。解放された後も首脳会談の会場には近寄らないよう命じられた。シンガポールのネット企画会社によるイベント『ザ・リアル・トランプ・キム・サミット』にアランと共に参加し、セルフィー撮影会などを行った。イベントにはシンガポールの企業などがスポンサーについたとされる。 |
| 2019年2月上旬 | 香港               | 在香港のフィリピン人が集まる教会の礼拝にロドリゴ・ドゥテルテ比大統領のそっくりさん、フィリピン人俳優のクレセンシオ・エクストリーム(Cresencio Extreme)と共に登場。約1時間のミサに参加した。 |
| 2019年2月下旬 | ベトナム、ハノイ   | 2019年2月米朝首脳会談が開催されるのに合わせホワイトと共にハノイ入りし、会談のパフォーマンスを行い、地元テレビ局のインタビューに応えていたところ警察に身柄を拘束された。その後、ビザが有効ではないと説明され国外退去処分となり、ホテルから連行された。ただし、入国の際に使用したビザは正規のものである。ハワード自身は、金正恩に似ていることが追放の本当の理由と推測している（なおホワイトは国外退去を免れている）。 |
| 2019年6月     | 香港               | 在住する香港で行われた逃亡犯条例改正案に反対するデモには顔を隠さず参加した。条例改正案には反対の立場であり、自分の顔で全世界の注目が集められるならとの思いだったという。 |
| 2019年6月下旬 | 日本、東京・大阪   | G20大阪サミットにあわせて訪日。サミットに金正恩は参加していないが、アランとセットで東京や大阪に出没し、秋葉原や大阪城公園などを訪れた。また心斎橋のジャズバーには訪問の数日前にハワード自身が売り込みを行い、アランとともにセッションを行った。なおアメリカや韓国大使館の付近で警察官より職務質問を受けている。 |
| 2020年4月     | 香港               | 在住する香港で行われた抗議デモに参加。折しも新型コロナウイルス感染症(COVID-19)が大流行していたため、マスクを付けての参加となった。 |

### トラブル
金正恩のそっくりさんとして活動することに対しては、訪問先にて何らかの活動制限を受けることが多い。2018年の平昌オリンピック会場では先述の通り、ハワードによれば警備員より暴行を受けている。のちにマスコミに対して「笑いのセンスがまったくない人たち」「金正恩と似ているということだけでは逮捕できない」「私の顔が気に入らないとしても、私はこの顔で生まれたのだから、どうすることもできない」とも述べている。2019年6月にはベトナムを国外退去処分となったが、それによって十分な宣伝効果を挙げたと推測されている。
香港警察によれば2020年4月にハワード宛にBBガン（金属弾を発射する空気銃の一種）が郵送されている。香港の法律では一般的なBBガンは銃器にあたらないものの、法規制以上の威力があるBBガンだったとして香港警察はこれが無免許での銃器所持にあたると判断し、10月28日に10人ほどの警察官が香港にあるハワードの自宅を捜索し、無免許銃器所持の容疑で逮捕し連行した。ただしハワード自身はBBガンは受け取っていないと主張し、事実自宅からBBガンは見つからなかった。ハワードが逮捕に異議を唱えると、他部署の上層部から来た命令を実行しているだけだと釈明した。

### 今後の計画
2019年に日本を訪問した際には、安倍晋三総理のものまね芸人として知られるビスケッティ佐竹との面会を希望した。しかし佐竹は北朝鮮による日本人拉致問題を考慮し、関係者の心情に配慮すべきとして所属する吉本興業に相談を行っている（その結果どうなったかは報告されていないが、少なくとも佐竹はG20サミット開催中には大阪入りしていない）。
アランとのバンド・Tyrantsは新メンバーを探しており、加入条件は習近平のそっくりさんであることと、何か楽器が弾ければなお可。また安倍晋三総理に似た、ギターかベースを弾けるメンバーも探していた。